# Копривна (Чрна на Корошкем)
Копривна (словен. Koprivna) је насељено место у општини Чрна на Корошкем, Корушка регија, Словенија.

## Историја
До територијалне реорганизације у Словенији била је у саставу старе општине Равне на Корошкем.

## Становништво
У попису становништва из 2011. године, Копривна је имала 150 становника.
| Број становника према пописима | Број становника према пописима | Број становника према пописима |
| ------------------------------ | ------------------------------ | ------------------------------ |
| 1991                           | 2002                           | 2011                           |
| 169                            | 165                            | 150                            |